# 通州新城 (顺天府)
39°54′13″N 116°38′47″E / 39.903620°N 116.646333°E

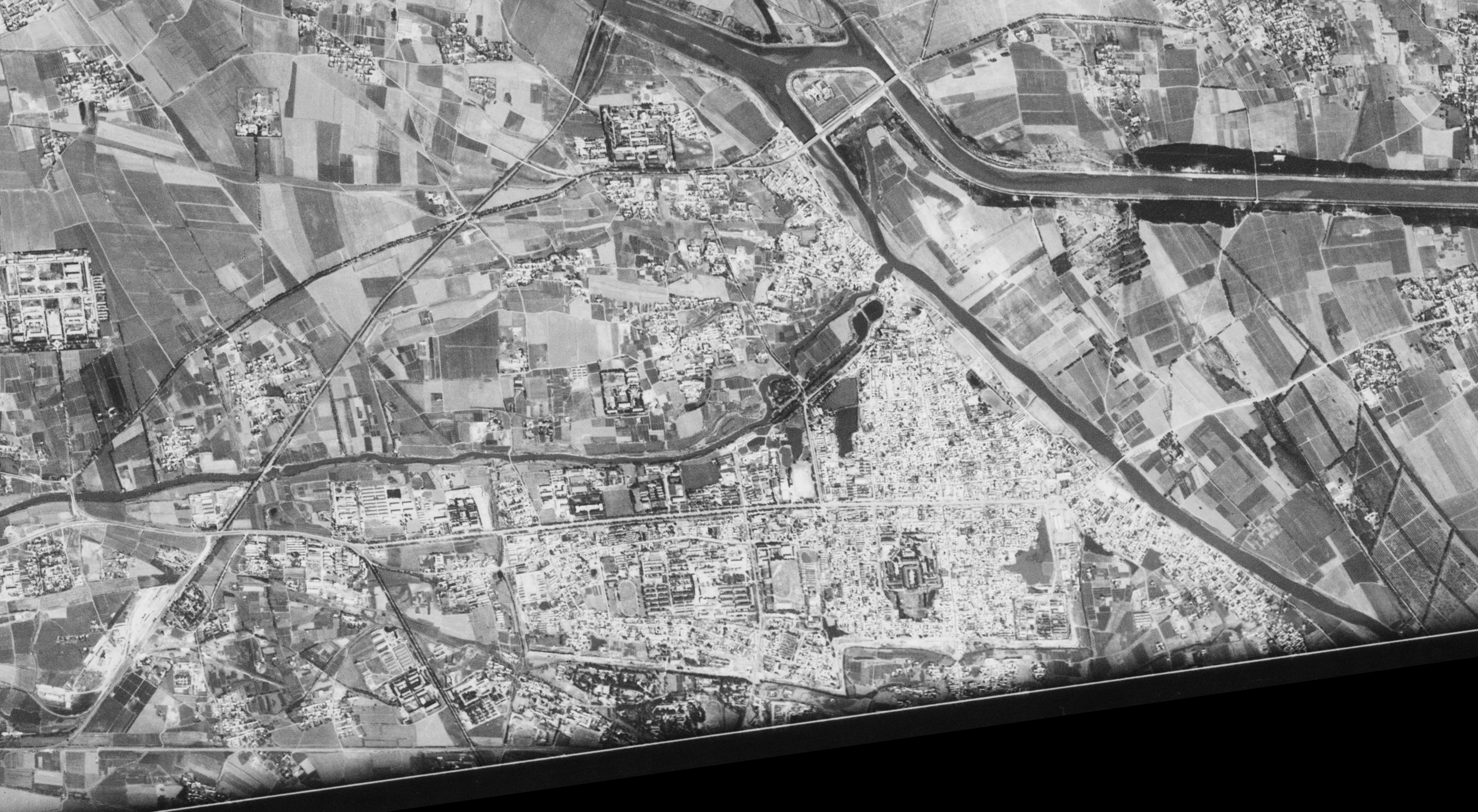
1967年拍摄的卫星照片。城墙是从1951年开始拆除的，此时还可以看到原通州城轮廓和护城河。明显可见，新城比旧城向南突出的一角。

通州新城是1449年起，明朝政府为保护粮仓在通州城西边修建的一座相邻城池。1765年，新城与旧城合并。两城的分界线是今天的车站路。
新城有东西向的新城大街、新城南街。新城大街（北街）在孙中山逝世后，更名为中山大街，新城南街在今潞河医院西门对面。
值得注意的是，2009年12月提出在通州建设“现代化国际新城”，也简称为“通州新城”；2015年6月，升格为北京行政副中心；2016年5月，升格为北京城市副中心。此新城地域包含1449年提出的通州新城和更古老的旧城以及周边共约115平方公里的范围。

## 历史

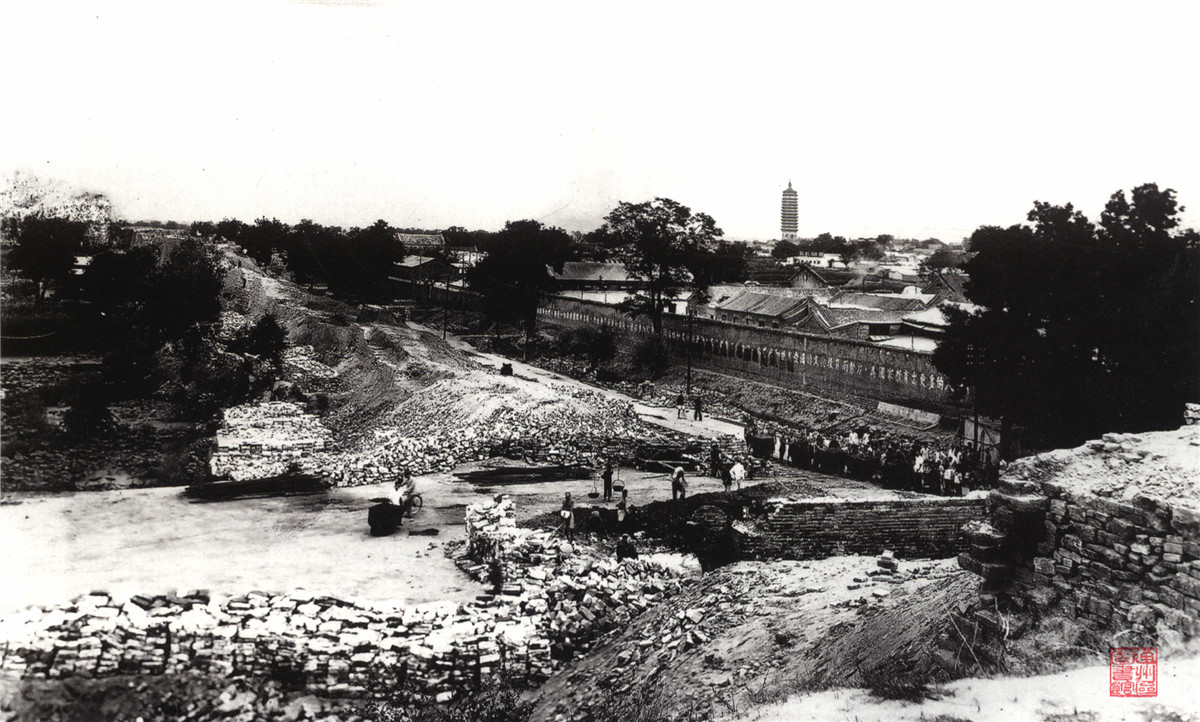
1952年，拆除通州新城北城墙后的情形。

通州在金朝时期建立，为京杭大运河的粮仓。金朝有丰备仓、通积仓、太仓，由于漕粮较少，通州粮仓主要作为中转仓使用。元朝时期，由于漕运量激增，通州仓开始承担长期存储漕粮的任务，并在元朝基础上增设十三个仓：有年仓、富有仓、广储仓、盈止仓、及秭仓、乃积仓、庆丰仓、延丰仓、乐岁仓、足食仓、富储仓、富衍仓和及衍仓。元末明初，由于战乱，通州城池与仓廒均被毁。洪武元年（1368）孙兴祖在通州城旧址上南扩，重筑城垣（后称通州旧城）。
朱棣通过靖难之役夺取政权后不久，永乐八年开始迁都。为给迁都做准备，京城周边修建了许多粮仓。永乐七年（1409年）在漕运道路旁修西仓；永乐中期在旧城南门内西侧元代仓廒址上，为中仓。之后在中仓东南又建一仓，后称东仓（隆庆三年并入中仓）。宣德四年（1429年），增修京、通、淮、徐等仓。正统元年（1436年），整理为四大仓：中仓、东仓、南仓、西仓。
正统十四年（1449年） 八月，土木堡之变爆发，瓦剌军大败明军，明英宗被俘，明朝举朝震恐。八月十八日，孝恭章皇后命皇帝胞弟郕王朱祁钰监国，召集朝臣商议战守大计。兵部侍郎于谦坚持固守北京，此议得到吏部尚书王直、内阁学士陈循等人支持，最后廷議乃決定固守北京。经总兵官、昌平侯杨洪的提议，当地军民将通州粮食全部运到京城发放给士兵，化险为夷。为了保护西仓，粮储太监李德、镇守指挥陈信奏请修建通州新城。
新城在景泰年间作为紧急备战工程竣工。由于工程仓促，城墙只有几尺高，不如旧城城墙的一半。随后年久失修，李东阳在《重修通州新城記》中记录：“时属仓促，规制未备，高止丈余，视旧城不及其半。比年砖石剥落，外内出入，可登而越也”。
成化年间，再次施工，使其与旧城统一样式。
正德六年（1511年），为了防范农民起义，副都御史李貢先是引水而環之三周，然后奏请皇上，用数千名守卫京城的士兵在守城之余，用工部數十萬廢磚，花费犯人的赎金修建新城。用的是新城舊基，增築五尺，其外為甎，內實以土，上面又剁了接近六尺的城墙。还新修了敵臺，在西南修建了甕城、重門、懸橋。
萬曆三十五年（1607年）、三十七年（1609年）、崇禎三年（1630年）多次重修。这之后的通州新城周长七里多，高三丈五尺，宽二丈多，护城河深二丈，宽八丈。新城的南门叫「望帆雲表」，西门叫「尺五瞻天」。
乾隆三十年（1765年），在总督方观承的奏请下，旧城西墙拆除一百八十二丈，新城与旧城合并。此时，通州有五座城门：东门“通运”、南门“迎薰”、北门“凝翠”和新城南门“望帆云表”、新城西门“尺五瞻天”，舊城西门“朝天”廢棄。

## 诗文
明朝中葉重臣李東陽（1447年－1516年）《重修通州新城記》记录了通州新城的历史，文后附诗：
文皇建都，治必南嚮。州名曰通，作我東障。

高城巍峨，有兵有民。漕河北來，餉粟雲屯。

儲盈庾增，新城是築。有功弗終，高及其腹。

月傾歲頹，寖不及前。窺覘之患，孰防未然。

矻矻臺臣，出治斯土。遭時多虞，實備群侮。

陳謨在廷，惟皇聖明。乃集群議，乃睹地形。

營兵如林，時屬戍守。且練且修，工弗外取。

倉有餘粟，鍰有贖囚。斯納斯出，財弗外求。

因城為高，幾倍其半。其周七里，環彼三面。

望之巖巖，即之巉巉。河流在陽，其水潭潭。

前有連城，後有皋壤。越百餘年，既崇且廣。

古亦有言，安不忘危。惟臺有臣，為藩為維。

金湯高深，同彼帶礪。守在四方，傳于萬世。

## 周边
- 宝通禄寺：在通州新城南门外，明天顺七年重建赐额[7]。
- 太平寺：在通州新城西门外，元至正时重修[7]。

|  | 通惠河 北京 大通桥 庆丰闸 通流闸 平津闸 天妃宫 通州 新城 永通桥 普济下闸 石霸                  |
|  | 明代吳仲撰《通惠河志》中的“通惠河圖”（中国古代地图的方位习惯与现在相反，为上南下北左東右西）。 |

|  | 通州 新城 北門 南門 新城南門 西門 東門 北極閣 文昌閣 敵樓 舊敵樓 鼓樓 文殊塔 南溪閘 減水閘 通流閘 新城大街 西大街 北大街 东大街 南关大街 南大街 西顺城街 天成巷 帥府街 東關大街 十字街 大、小紅牌樓胡同 新街下坡胡同 新街口 西倉 南倉 中倉 馬家胡同 熊家胡同 四眼井胡同 史家胡同 白將胡同 大条胡同 二条 三条胡同 小燒酒胡同 半截胡同 大燒酒胡同 中倉胡同 倉溝 史家胡同 石板胡同 如意胡同 蔡家胡同 教子胡同 東塔胡同 前剪子巷 后剪子巷 豆腐巷 八里橋 通利橋 哈叭橋 善人橋 臥虎橋 吾党橋 東水關 南水關 東海 西海 葫蘆頭 石壩 土壩 北運河 通州衛 理事廳 倉場署 刑錢府 江蘇局 浙江局 貢院 後營 東營房 西營房胡同 定邊衛 北後街 南街 黃亭 聖教寺 慈航寺 靜安寺 觀昌寺 文廟 武聖廟 大關廟 龍王觀 三官廟 萬壽宫 碧霞宫 射園 北果市 牛市口 魚市 糧食市 江米店 東柵欄口 西柵欄口 玉带河 |
|  | 光緒《通州志》中的“城池圖” |